# Lambrusca di Alessandria
Il Lambrusca di Alessandria, un antico vitigno facente parte della famiglia del Lambrusco. Viene coltivato principalmente in Piemonte, nelle province di Alessandria e Asti, a differenza delle altre varietà di Lambrusco che sono più diffuse tra Lombardia ed Emilia-Romagna.
Come gli altri Lambruschi, deriva da viti selvatiche anticamente presenti in tutta Italia, chiamate dai latini Labrusca vitis. Nonostante sia meno noto, rispetto ad altre varietà di lambrusco, presenta caratteristiche agronomiche ed enologiche di un certo interesse.

## Storia
L'uva della varietà "Lambrusca di Alessandria" ha da sempre trovato utilizzo nella vinificazione per la totalità della produzione. Nei tempi della massima diffusione, durata fino verso la fine del '900, specialmente nell'Alessandrino non mancavano esempi di vinificazione in purezza; normalmente però, date le deficienze qualitative, l'uva veniva e viene mescolata con quella di altre varietà miglioratrici: Dolcetto e Barbera soprattutto, ma anche Freisa e Bonarda.